# Селищи (Семендяевское сельское поселение)
Сели́щи — деревня в Калязинском районе Тверской области. Входит в состав Семендяевского сельского поселения. До 2006 года относилась к Леонтьевскому сельскому округу.

## Географическое положение
Деревня Селищи расположена на правом берегу Волги (Угличского водохранилища), в 14 км ниже города Калязина. Вместе с деревней Каданово Кашинского района, расположенной на противоположном берегу (1,3 км), Селищи являются последними населёнными пунктами на Волге в пределах Тверской области. Ниже по течению — территория Угличского района Ярославской области.

## История
Село Спирово, располагавшееся на северной окраине деревни, впервые упоминается в списке с  «вкладной княгини Феодосьи Борисовой на ... Спирово», 1542 года. В Кашинской Писцовой книге 1628-29 в селе Спирово значилась деревянная церковь во имя Николая Чудотворца.
В 1788 году в селе Спирово была построена каменная Покровская церковь с 2 престолами.
Во второй половине XIX — начале XX века деревня вместе с селом Спирово относилась к Семендяевской волости Калязинского уезда Тверской губернии. По данным 1859 года деревня Селищи имела 147 жителей при 20 дворах. 
С 1929 года деревня входила в состав Леонтьевского сельсовета Калязинского района Кимрского округа Московской области, с 1935 года — в составе Калининской области, с 1994 года — в составе Леонтьевского сельского округа, с 2005 года — в составе Семендяевского сельского поселения.
Бывшее село Спирово присоединённо к деревне в 1970-е годы.

## Население
| 1859 | 1888 | 2002 | 2010 |
| ---- | ---- | ---- | ---- |
| 147  | →147 | ↘24  | ↘7   |

## Достопримечательности
- Новопостроенная деревянная церковь Святителя Филиппа митрополита Московского[8].